# 三八线
三八线，正式名稱為南北韓軍事分界線（朝鲜语：／，韩语：／），又稱作停戰線（：／），是朝鲜半岛南北分治的兩個政權——朝鲜民主主义人民共和国（北韓）及大韩民国（南韓），依据1953年《朝鲜停战协定》划设的分界線，也是雙方目前實際上的陸上邊界。此分界線最早是1945年朝鮮進入盟軍託管時期後，分別負責託管朝鲜半岛南北部的美国及苏联，按土地面积大致相等原则，沿北纬38度线在地图上划定的一条受降分界线，因而得名。之後經歷韓戰的爆發及停戰，確立現今的分界線。
根据《朝鮮停戰協定》，南北韓之間以全長247（153英里）的实际控制区划定界線；例如戰後由北韓實際控制的開城市就位於北緯38度以南。由此該線雖是大致依照北纬38度线划定，但主要是根据双方于1953年朝鲜战争停战时的实际控制线，而军事分界线兩側即是朝韩非军事区。
在黃海上，朝韩以事實上的「海上軍事劃界線」分隔，稱為北方界線，由聯合國軍于1953年劃定。然而北方界線並未有在停戰協定中提及，因此不被朝鲜承認。

## 历史

朝鲜战争双方局势

1896年5月，俄罗斯帝国皇帝尼古拉二世加冕。1896年6月，前日本内阁总理大臣山县有朋和俄国外交大臣罗拔诺甫签订罗拔诺甫-山县协议，会谈中两国曾按38线平分朝鲜半岛，但大韓帝國仍作為大日本帝國的保護國。但是，1904年日俄战争后，日本独吞朝鲜半岛。
1945年日本撤消朝鮮軍編制時，便是依照此線將38度線以北的朝鮮軍併入關東軍，38度線以南的朝鮮軍併入國內軍。
第二次世界大战结束时，美国和苏联在朝鲜半岛商定以北纬38度线作为接受日本投降的范围界限，北部为苏军受降区，南部为美军受降区。苏美以北纬38度线划界分别对日军受降，与日军45年内部编制划分无关。1945年8月7日夜，苏联对日宣战，8月15日昭和天皇宣布日本无条件投降，当时苏军正在东亚大陆上迅速扩大着占领区，而美军此时尚分布于太平洋以西诸多岛屿上。美国认为有必要在东亚大陆上寻求一个支点，决定向苏联提出由美军占领一半的朝鲜半岛，鉴于苏军的推进速度，这个提议需尽快以苏联不易拒绝的方式提出，于是美军上校迪安·里斯克以地图为准选择了北纬38度线简单地将朝鲜半岛分为土地面积大致相等的两个受降区。美方提出以北纬38度线为分界线的理由，一是便于地图上定位和查找，二是为避免因土地面积得失导致苏方否决或反悔，有意给北方多留了些土地面积，所以38线以北实际拥有朝鲜半岛约57%的土地面积、38线以南拥有约43%，苏方立即接受，因为苏联同时也有意图在日本本土寻求一个支点，即打算由苏军占领北海道，但这个意图在双方仓促决定38线划分时没来得及作为附带条件，而是之后另外提出的，并被美国拒绝。两周后的1945年9月8日、9日，美军分别在釜山、仁川地区登陆，此前苏军先导部队曾抵达京城（今首爾），鉴于双方的协议，又退回38线以北。
38线的划分是时间紧迫下的仓促决定，丝毫没有考虑地理人文因素，军事经济利弊，没有实地测量历史借鉴。其实，即使美方最初以北纬37度或39度线划分，也没有太大差异，因为这仅是一条受降分界线，时效作用都有限，如美苏并未以38线为界，禁止朝鲜半岛上居民的往来，到了1948年也没有以38线为界区分南北朝鲜，而是分别只承认单一的一国。对苏美来说，毫无理由要考察日俄战争或延续日军的内部划分标准，日俄战争战争说和关东军国内军说不过是试图提升38线的地位和认可程度，以为某些论断铺垫。而半岛直接利益者朝韩双方历来都没有承认38线为自己主权边缘。
然而兩大陣營隨即因理念不同，在之後朝鮮的政治路線上出現了糾紛。1948年，南部決定成立國會，以選舉來票選總統，在北方未参加和南方濟州四·三事件弹压下，進而成立創建了大韓民國，留美的李承晚博士通過选举成為大韓民國總統。流亡苏联的抗日游击队长金日成在蘇聯支持下，也自行於朝鮮半島北部苏占区上宣布建立朝鮮民主主義人民共和國，金日成成為朝鮮內閣首相。朝韩先后成立国家，双方均认为拥有朝鲜半岛全境，并各自在苏、美占领军的支持下建立政权。
1949年初苏联撤军，将北方主权交给朝鮮民主主義人民共和國，数月后美国撤军，将南方主权交给大韓民國，双方自1949年起频繁发生小型武装冲突，并逐渐封锁了南北居民的自由往来，所以三八线成为韓朝兩國實際統治區的界线。
1950年6月25日，朝鲜战争爆发，随后朝鲜人民军大举南下。朝鲜宣称当日韩国国军于当日拂晓在三八线（按：北纬三十八度为南北朝鲜的交界线）全线向北朝鲜发动了意外的进攻，在黄海道的海州西部地区、金川地区、江原道的铁原地区，三路侵入北朝鲜一公里至二公里。韩国则驳斥朝鲜说法，宣称朝鲜人民军先入侵，并在朝鲜大军入侵后宣布了反击海州的消息，韩国在海州的反击战有6月26日美联社、合众社、路透社、《泰晤士报》、《曼切斯特卫报》、《每日电讯报》、《每日先驱报》、《芝加哥论坛报》佐证，但此后韩国政府宣布反攻海州为假新闻并将其归咎于一名夸大其词的官员。
而中国一直认为，南朝鮮军队先越过三八线，而北朝鮮是被进攻方。美军和联合国军分别于7月5日和7月7日开始武力介入朝鲜战争，中国于10月19日在平壤被攻陷后，也加入了朝鲜战争。事实上，当时38线并不受南北朝鲜双方重视，互有渗透及交火。
1953年朝鲜战争结束后，停战界线大致上仍沿三八线自东至西横贯朝鲜半岛；出于便于定位考虑，中文裡某些非正式场合习惯将其称为“三八线”，正式场合则不然。

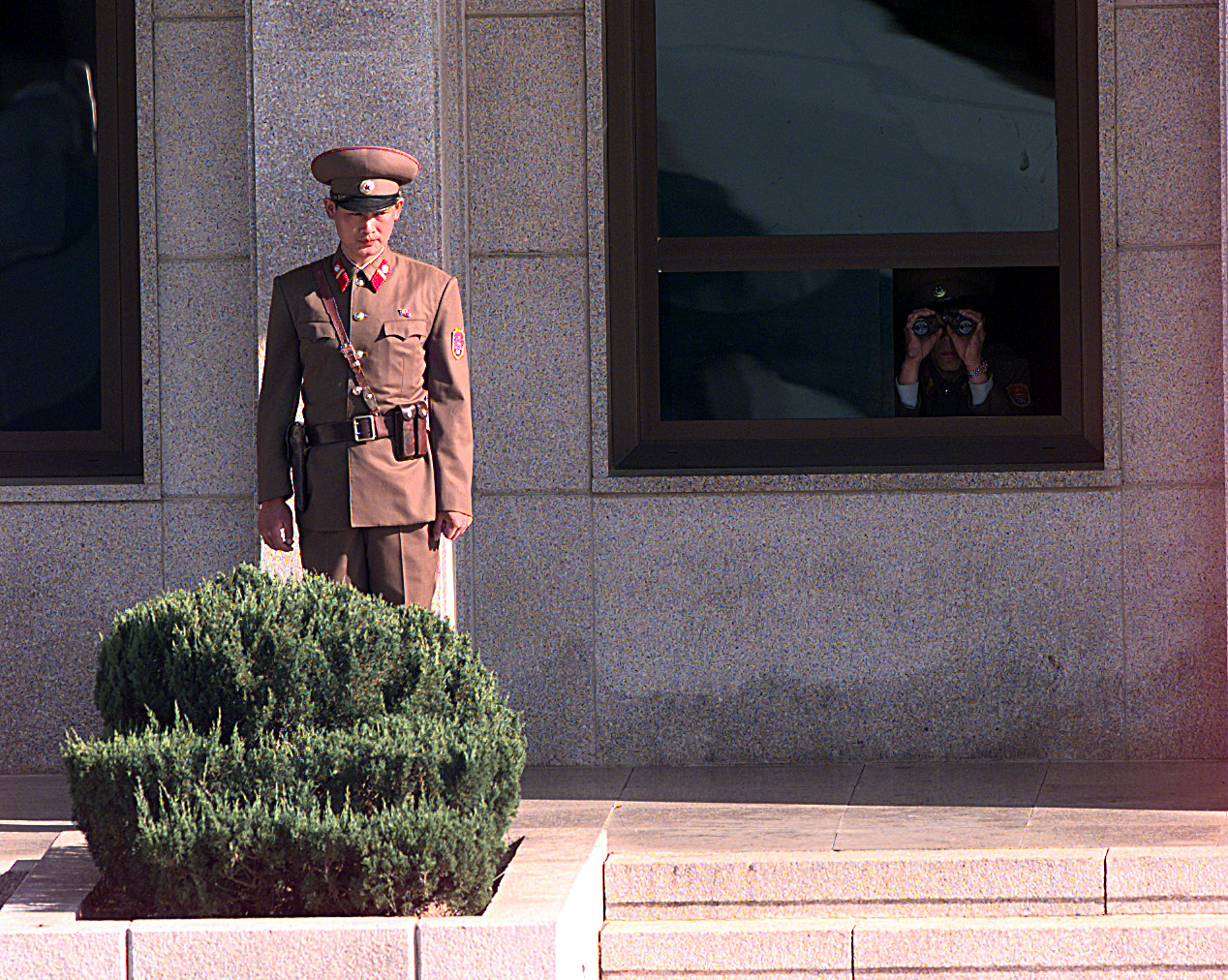
朝鮮人民軍哨點
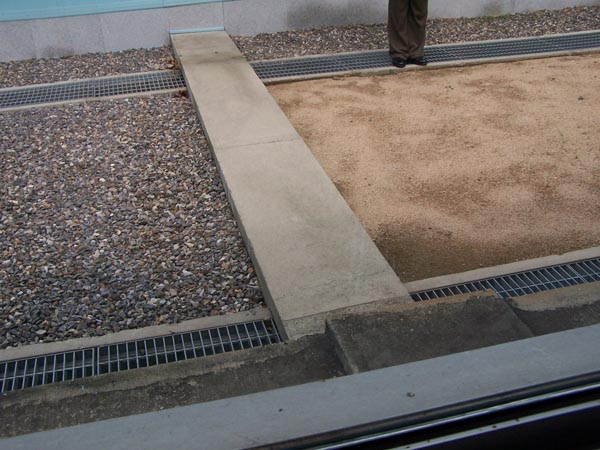
军事分界线，右侧为朝鲜领土，左侧为韩国领土
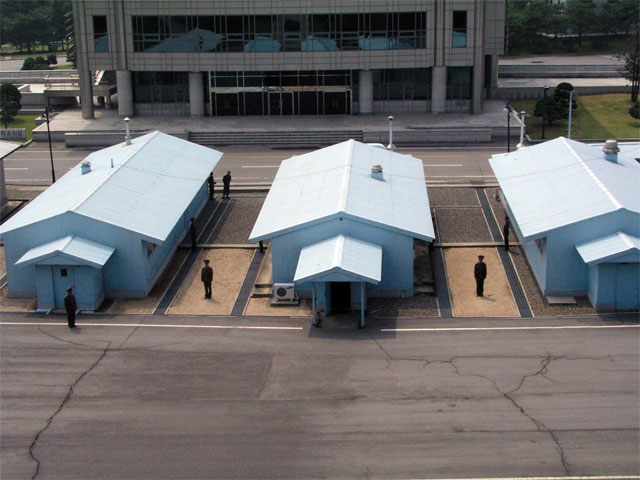
中立區建築物
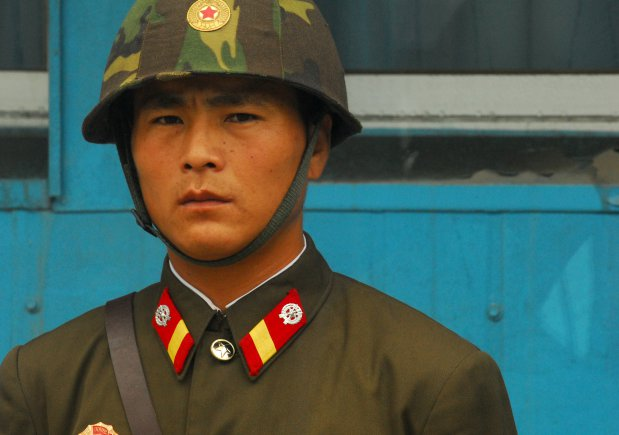
會議室外的朝鮮人民軍衛兵
1997年的界線會談
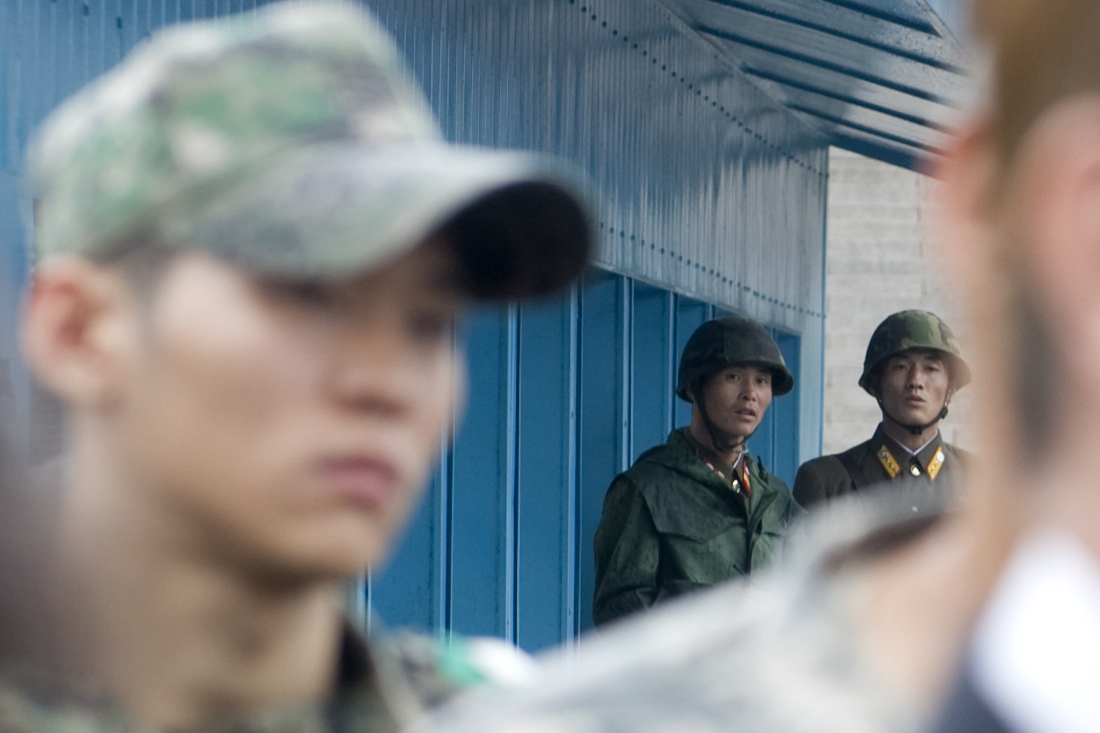
雙方衛兵哨點相距僅5米
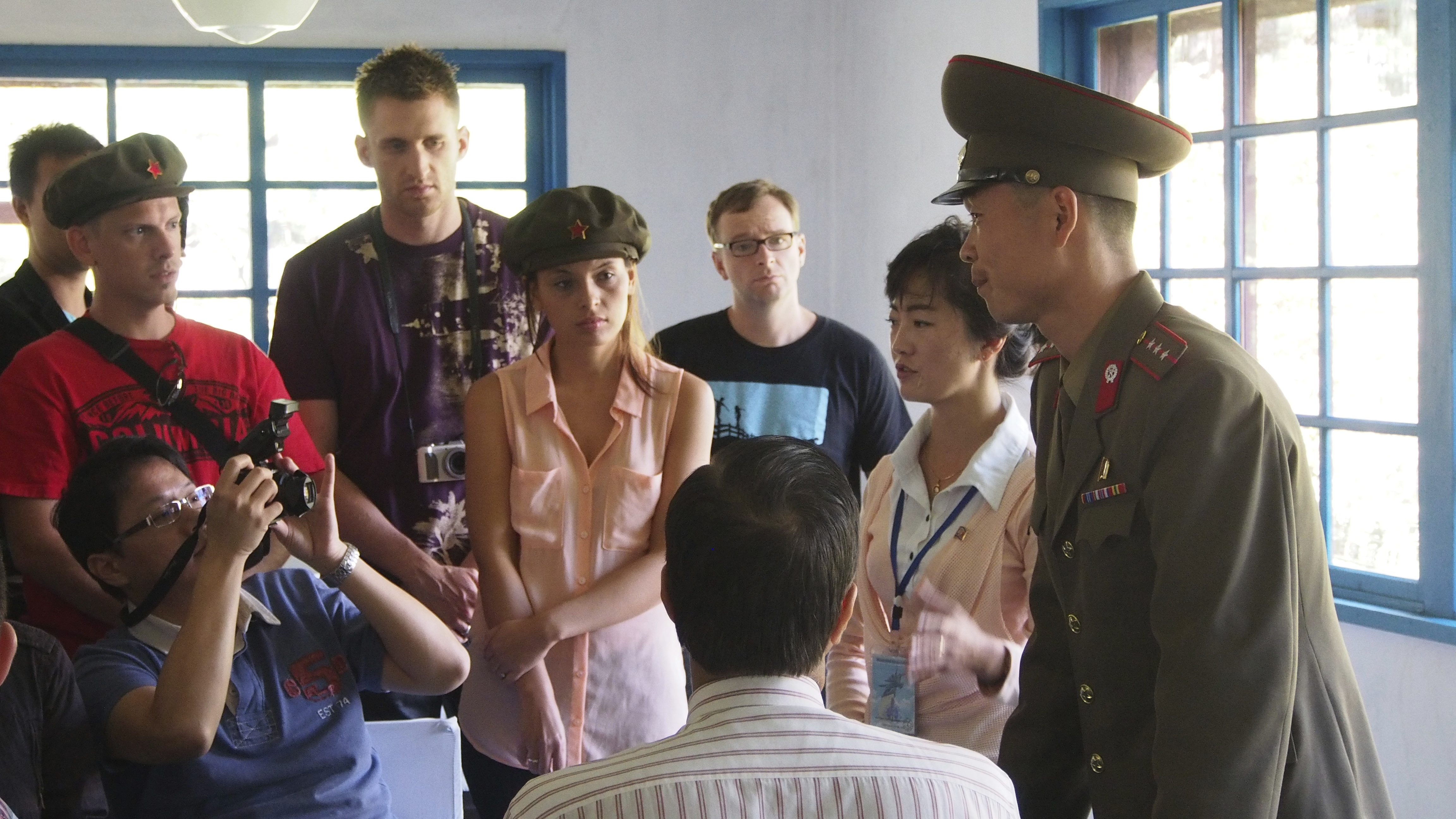
西方人在北韓一側會議室觀光

## 現況
2007年5月17日，京义线铁路和东海线铁路试运行，这是56年来首次有列车跨越韩朝军事分界线。
2007年10月2日，韓國總統盧武鉉徒步走過軍事分界線，是首位走過軍事分界線的韓國國家元首，亦是第二位訪問北韓的韓國總統（2000年金大中乘搭飛機訪問北韓）。
2017年11月13日，有一名朝鮮人民軍士兵投奔南韓，追截士兵有越過分界線向其射擊，聯合國軍司令部認為違反了南北韓休戰協定。
2018年4月27日的南北韓領導人會談，朝鮮勞動黨委員長、中央軍事委員會委員長兼朝鮮國務委員會委員長金正恩在板門店徒步走過軍事分界線會見大韓民國總統文在寅，這是首位走過軍事分界線的朝鮮最高領導人，亦是首位訪問南韓的朝鮮最高領導人。途中有個小插曲，文在寅問：「現在你已經來到南方，我何時可以到北方去呢？」，於是金正恩一把拉著文在寅跨過軍事分界線以示善意，但一度造成在場媒體及安保人員的驚慌。青瓦台稍後證實，兩人牽手跨越軍事分界線、到達板門店北韓側合影的行程，「並非事先安排」。
2019年6月30日的美朝首腦會談，美國總統當勞·特朗普在板門店徒步越過三八線進入朝鮮民主主義人民共和國國境並與金正恩合照留念。
2024年10月15日，朝鲜炸毁京义线和东海线部分区间通路。